# Prêmio Saci de Melhor Ator
O Prêmio Saci de Melhor Ator foi um dos prêmios oferecidos pelo O Estado de S.Paulo, entregue em honra aos atores que se destacaram no papel principal de obras cinematográficas de determinado ano. A categoria foi entregue inicialmente em 1951, ocasião em que Anselmo Duarte venceu por sua interpretação em Maior que o Ódio, sendo, portanto, o primeiro laureado nessa categoria.
Alberto Ruschel é o ator que mais detém prêmios nessa categoria, tendo vencido três vezes (1952, 1958 e 1960). 

## Vencedores
Na tabela a seguir estão listados os laureados com o prêmio.

Anselmo Duarte foi o primeiro vencedor, pela atuação em Maior que o Ódio.

Mário Benvenutti venceu em 1964, pela atuação em Noite Vazia.

### Década de 1950
| Ano  | Vencedores e Indicados | Personagem      | Filme                      | Ref.  |
| ---- | ---------------------- | --------------- | -------------------------- | ----- |
| 1951 | Anselmo Duarte         | Estênio         | Maior que o Ódio           | [ 1 ] |
| 1952 | Alberto Ruschel        | Luís Carlos     | Appassionata               | [ 2 ] |
| 1953 | Mário Sérgio           | Tião            | Luz Apagada                | [ 3 ] |
| 1954 | Carlos Alberto         | Fernando        | Rua Sem Sol                | [ 4 ] |
| 1955 | Luigi Picchi           | -               | Armas da Vingança          | [ 5 ] |
| 1956 | Fernando Balleroni     | Licurgo Cambará | O Sobrado                  | [ 6 ] |
| 1957 | Luigi Picchi           | Virgulino       | O Capanga                  |       |
| 1958 | Alberto Ruschel        | Jango           | Paixão de Gaúcho           |       |
| 1959 | Pedro Paulo Hateyer    | Otto Marcelo    | Ravina Moral em Concordata | [ 7 ] |

### Década de 1960
| Ano  | Vencedores e Indicados    | Personagem      | Filme                     | Ref.   |
| ---- | ------------------------- | --------------- | ------------------------- | ------ |
| 1960 | Alberto Ruschel           | Raimundo Vieira | A Morte Comanda o Cangaço |        |
| 1961 | José Mauro de Vasconcelos | -               | Mulheres e Milhões        |        |
| 1962 | Leonardo Villar           | Zé do Burro     | O Pagador de Promessas    | [ 8 ]  |
| 1963 | Francisco Negrão          | César           | A Ilha                    | [ 9 ]  |
| 1964 | Mário Benvenuti           | Luisinho        | Noite Vazia               |        |
| 1965 | -                         | -               | -                         |        |
| 1966 | Paulo José                | Padre           | O Padre e a Moça          | [ 10 ] |